# Kim Eui-Kon
Kim Eui-Kon, född den 24 januari 1958, död den 15 februari 2014, var en sydkoreansk brottare som tog OS-brons i bantamviktsbrottning i fristilsklassen 1984 i Los Angeles.